# La Danseuse idole
Pour plus de détails, voir Fiche technique et Distribution.
La Danseuse idole (The Idol Dancer) est un film américain réalisé par D. W. Griffith, sorti en 1920.

## Synopsis
Dans une île du sud, Mary est la fille adoptive du pêcheur Old Thomas, et est surnommée White Among Flowers du fait de ses origines française et javanaise. Elle rencontre sur une plage Dan McGuire, un homme alcoolique et athée, rejeté de son bateau pour sa mauvaise conduite. Ils ont tous les deux en commun un rejet profond pour la religion transmise par le révérend Blythe, un missionnaire venu sur l’île pour évangéliser ses habitants. Dans le même temps le neveu de ce dernier, Walter Kincaid, vient rendre visite à son oncle pour guérir d'une maladie grave touchant ses poumons et son cœur.
Un triangle amoureux va progressivement se former autour de Dan et Walter pour conquérir le cœur de Mary. Walter mourra dans une rixe avec des indigènes, tandis que Dan et Mary renonceront à leur rejet de la religion pour se convertir et finalement se marier.

## Fiche technique
- Titre original : The Idol Dancer
- Réalisation : D. W. Griffith
- Scénario : Stanner E. V. Taylor
- Photographie : G. W. Bitzer
- Montage : James Smith
- Production : D. W. Griffith
- Société de production : D.W. Griffith Productions
- Pays de production :  États-Unis
- Langue originale : anglais
- Format : noir et blanc - 35 mm — 1,33:1 - film muet
- Genre : Film dramatique
- Durée : 104 minutes (1 h 44)
- Date de sortie :
  - États-Unis :21 mars 1920

## Distribution
- Richard Barthelmess : Dan McGuire
- Clarine Seymour : Mary
- Creighton Hale : Walter Kincaid
- George MacQuarrie : révérend Franklyn Blythe
- Kate Bruce : Mrs. Blythe
- Porter Strong : révérend Peter
- Anders Randolf : Blackbirder
- Walter James : chef Wando
- Thomas Carr : Donald Blythe
- Herbert Sutch : Old Thomas
- Adolph Lestina : esclave
- Ben Grauer : enfant indigène
- Walter Kolomoku : musicien indigène
- Florence Short : Pansy

## Autour du film
- Clarine Seymour apparaît ici pour la dernière fois à l'écran. Star montante de l'époque dans les films de Griffith, elle mourra d'une pneumonie un mois après la sortie du film.